# Maloso
Maloso (Strong Bad en el idioma original) es un personaje ficticio de Homestar Runner, una webserie animada en Flash, que está inspirado en "The Strong Bads" del videojuego Tag Team Wrestling . Su voz es la de Matt Chapman, el actor de voz principal y cocreador de la serie. A Maloso le gusta hacerle bromas a los demás personajes de la serie, junto con su siempre diligente lacayo El Truco y su hermano mayor Enojoso.  Maloso se hizo popular por primera vez debido a su propio segmento en el sitio web Homestar Runner, llamado "Los Correos de Maloso".  La serie Los Correos de Maloso se volvió tan popular que desde su primer episodio en 2001 se lanzaron seis DVD con los correos electrónicos, así como un podcast donde los correos electrónicos se podían descargar a reproductores de medios digitales. 
Maloso fue creado para ser el antagonista principal de la serie, pero desde entonces se ha convertido menos en un villano y más en un antihéroe . Sin embargo, todavía se hace referencia a él ocasionalmente como antagonista, debido a las bromas que él, Enojoso y El Truco le hacen a los otros personajes, y sus insultos a su hermano Tristoso.  Parece ser un personaje influenciado por las tendencias de la cultura popular estadounidense de los años 1970, 1980 y 1990, como la música heavy metal y la segunda y tercera generación de videojuegos y consolas de videojuegos .  Dado que es uno de los personajes más populares del sitio, Maloso también ha creado productos derivados, que incluyen camisetas, sudaderas y pines vendidas por el sitio web. 
Maloso ha sido uno de los personajes más populares de la serie y ha sido bien recibido. En 2021, Polygon declaró a Maloso un ícono. En un homenaje, señalan que "Los Correos de Maloso fue de lejos el segmento más popular en Homestar Runner" y la serie y el personaje han seguido siendo una "influencia cómica masiva" en otros.  Se han creado segmentos a partir de sus correos electrónicos, incluido "Escuadron de Chicas Adolescentes", un cómic dibujado por Strong Bad sobre cuatro amigas adolescentes,  y "20X6", una caricatura de estilo anime que presenta versiones japonesas de los personajes, como la contraparte de Maloso, "Apestoman". 

## Su rol enHomestar Runner
En el libro original The Homestar Runner Enters the Strongest Man in the World Contest, así como en muchas de las primeras caricaturas, Maloso sirvió principalmente como antagonista de Homestar Runner. Los dos competían frecuentemente entre sí en competiciones, y Maloso a menudo hacía trampa. A medida que la serie se alejó de las historias basadas en la competencia (Debido a la monotonia, y que el concepto iba a envejecer rapido) y se centró más en los personajes, Maloso se convirtió en un villano menos; aunque todavía no le gusta Homestar y a menudo intenta hacerle bromas, en general lo ve como tonto e irritante. Sin embargo, se sabe que en ocasiones ambos se llevan bien.
Junto con su hermano mayor físicamente intimidante pero mentalmente limitado , Enojoso, y su lacayo amarillo El Truco, Maloso representa el elemento criminal autoproclamado en la serie. Muchos cortos tratan sobre las diversas bromas y estafas que perpetran. Aunque estos suelen ser sólo ligeramente malévolos, Maloso todavía actúa como si fuera una mente maestra villana, y es muy propenso a exagerar sus cualidades atractivas, especialmente con respecto a las mujeres.  Maloso también "gobierna" un área del universo ficticio llamada "Malosolandia".   Se compone de un campo árido, una valla, un neumático y una señal de pare que dice "Pob: Llanta" (Pob significa población) apoyada contra un bloque de cemento. Además de Malosolandia, a él y al Truco les gusta pasar el rato en un lugar conocido como "El palo", que es simplemente un palo que crece del suelo.

### Los Correos de Maloso
El papel principal de Maloso en la caricatura es en el segmento Los Correos de Maloso, en el que responde los correos electrónicos que le envían los espectadores. Los correos electrónicos de Maloso comenzaron como un pequeño segmento en 2001, en el que Maloso se burlaba de la ortografía y la gramática de quienes le escribían, generalmente mientras escribían con guantes de boxeo en una computadora obsoleta. La pregunta de cómo escribe con guantes de boxeo puestos se ha convertido en un chiste recurrente debido a la frecuencia de correos electrónicos al respecto, y parece molestar a Maloso. La mayoría de las veces se utiliza una secuencia de corte para mover la narración más allá de la mera mecanografía. Una vez que los eventos del correo electrónico terminan de desarrollarse, Maloso lo resume y luego "El Papel" o "Papel Nuevo" aparece con un enlace a la dirección de correo electrónico de Maloso. A menudo, se muestran animaciones ocultas ( huevos de Pascua ) cuando el usuario hace clic en una palabra o imagen, ya sea durante el correo electrónico o una vez concluido.  A partir de 2022, hay 209 correos electrónicos Maloso. Aunque las animaciones fueron inicialmente breves, gradualmente fueron creciendo hasta establecer numerosos eslóganes y gags recurrentes . Su lema más utilizado era "Santa Cachucha!" y otras variaciones sobre este tema (por ejemplo: "¿Qué carachos?"), aunque ahora parodia incluso esto en sus respuestas a los correos electrónicos. 
Trogdor el Achicharrador es un personaje original creado por Maloso en el 58º Correo Electrónico de Maloso, titulado "dragón". La caricatura presenta a Maloso dando un tutorial de dibujo inspirado en Ed Emberley  al espectador, ilustrando una serpiente que escupe fuego con detalles incongruentes que incluyen pies de palitos y un solo brazo grande y musculoso que sale de su espalda. Su destrucción por medio de fuego se conoce con el término "achicharramiento".
El personaje de Trogdor se volvió muy popular, y los productos que presentaban al dragón eran constantemente los más vendidos en la tienda.  Trogdor apareció en varios juegos del sitio web y estuvo acompañado por una canción memorable en su primera aparición. Apareció como el principal antagonista del episodio final de El Juego de Maloso para Gente Atractiva, "Con 8 Bits Basta".  En 2018, el juego de mesa "Trogdor!! El juego de mesa"  se financió a través de una campaña de Kickstarter . 
Las referencias a Trogdor han aparecido en toda la cultura pop, con el tema "Trogdor" presentado como canción adicional en Guitar Hero II  y el dragón siendo mencionado en el final de Buffy the Vampire Slayer . 
Un elemento recurrente de Homestar Runner es la reinvención del elenco y el mundo de la caricatura en un género diferente. Variaciones de Maloso ocupan un lugar destacado en muchas de estas series, como "el Viejo Maloso", con temática de los años 30,  el superhéroe de cómic "El Hombre Maloso",  o "Apestoman", de estilo anime . 
Muchos elementos de Homestar Runner se derivaron de Los Correos de Maloso, como la serie de dibujos animados Escuadron de Chicas Adolescentes o los personajes Trogdor el achicharrador y Homsar.

## Personaje

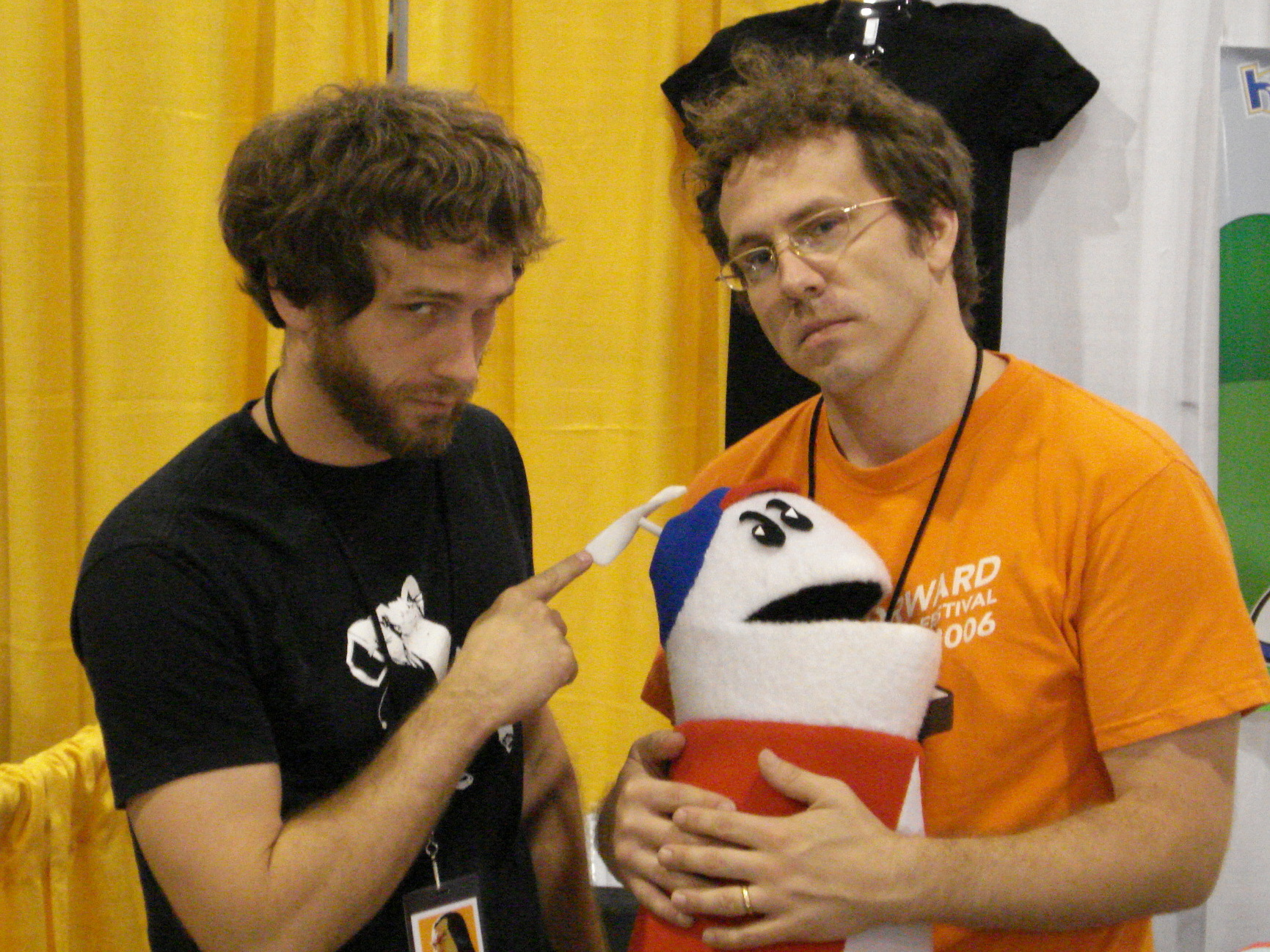
Los hermanos Chaps (de izq. a der.): Matt (voz de Maloso) y Mike Chapman (cocreador de Maloso).

### Creación
Junto con varios otros personajes principales de Homestar Runner, Maloso debutó en el libro infantil de parodia de 1996 The Homestar Runner Enters the Strongest Man in the World Contest .  El libro de cuentos se centra en los amigos El Homestar Runner y Pom-Pom que participan en una competición de hombres fuertes, a los que se opone el tramposo Maloso. 
Buscando diseñar un villano obvio, la inspiración vino de luchadores enmascarados " malvados "  como Mil Máscaras, Mr. Wrestling II, y más prominentemente el equipo "Strong Bads" del videojuego de NES Tag Team Wrestling .   Por lo tanto, Maloso fue dibujado como un luchador estereotipado, con una máscara roja y negra, guantes de boxeo, mallas y sin camisa. 
Se distribuyeron algunas fotocopias del pequeño libro hecho a mano entre amigos, pero no hubo ningún intento serio de publicarlo o de sacar provecho de él.  (Al menos no directamente de la mano de los hermanos) Maloso no sería revisitado durante varios años; en 1999, los hermanos quisieron aprender a usar Flash y regresaron a los personajes de Homestar Runner como una excusa para hacerlo.  

### Desarrollo
Las primeras caricaturas de Homestar Runner giraban en torno a la participación del Homestar Runner titular en competiciones atléticas, frente al villano Maloso. Los Hermanos Chaps pronto decidieron centrarse en los momentos humorísticos que tenían lugar entre competiciones,  lo que permitió que Maloso se desarrollara más en series de dibujos animados como "El contestador automático de Marzipan" y "Los Correos de Maloso". 
Maloso se convirtió rápidamente en el personaje estrella del sitio,  con Mike Chapman notando que los fans parecían disfrutar "cómo se burla de todos, pero no es muy amenazante".  Los Brothers Chaps decidieron darle su propio segmento, Los Correos de Maloso (abreviado como "sbemail" por la traducción en ingles, "Strong Bad Emails") a partir de 2001;  originalmente establecido como un formato breve, similar a una columna de consejos que simplemente presentaba a Maloso escribiendo en una computadora, el formato evolucionó rápidamente a mini-caricaturas más complejas.  "Los Correos de Maloso" se convirtió en un gran éxito para el sitio web: a principios de 2002, Maloso ya recibía cientos de correos electrónicos al día,  alcanzando un máximo de ocho mil correos electrónicos diarios en el verano de 2003 antes de estabilizarse a dos mil al día. 
Maloso comenzó con un acento mexicano prominente y una voz profunda, que gradualmente se transformó en una voz más ronca y menos acentuada con un mayor rango vocal. 

## Recepción
Maloso ha sido bien recibido tanto por los críticos como por los espectadores del sitio web. Se le considera uno de los personajes más populares del sitio web, y su segmento Los Correos de Maloso es uno de los segmentos más vistos de Homestar Runner . En una reseña de audio de Maloso y el resto de los personajes de Homestar Runner, la Radio Pública Nacional dijo: "Hay muchos personajes desagradables que acechan en los rincones oscuros de la Internet. Pero Maloso es simplemente horrible. Y también es terriblemente divertido".  Peter Wood de National Review Online comentó sobre la personalidad de Maloso y su apariencia malvada. Él afirmó: "Maloso probablemente no es el tipo al que quieres que le den la bienvenida a tu casa de al lado. La máscara roja y negra de Wrestlemania que usa todo el tiempo es una pista. Al igual que los guantes de boxeo, que sigue usando incluso cuando está escribiendo correos electrónicos sarcásticos". ... Es uno de los personajes más geniales de Internet y la verdadera estrella de Homestarrunner.com, que puede ser la animación local más popular del mundo".  Añadió: "Maloso también incursiona en otros medios y, como el profesor Cornel West, incluso ha grabado su propio rap, 'Todos a su Limite', que se basa en la deliciosa implosión tipográfica, 'fhqwhgads ' , y también dijo: "El humor también combina la inocencia del slapstick con la sátira aguda de la cultura popular estadounidense. ... En un momento dado, cansado de que le pregunten cómo escribe con guantes de boxeo puestos, Maloso se coloca dedos falsos: un camarón, una vela de cumpleaños encendida y un juguete de figura de acción".  Johnny Dee, un crítico de The Guardian del Reino Unido, describió el humor de Maloso. Escribió: "Al igual que South Park y Modern Toss, Maloso no es exactamente hermoso a la vista, pero es implacablemente divertido", y agregó: "Maloso es un luchador mexicano animado". ... y la estrella indudable del sitio de dibujos animados surrealistas Homestar Runner". 

## En otros medios

### Videojuegos
El Juego de Maloso para Gente Atractiva es un juego de aventuras de point-and-click basado en Homestar Runner y protagonizado por Maloso. El juego fue creado por Telltale Games en asociación con Los Hermanos Chaps, y lanzado tanto para el servicio WiiWare de Nintendo Wii como para Microsoft Windows,  luego portado a PlayStation 3 como descarga de PSN y a OSX. Se lanzó en formato episódico, con cinco episodios que comprenden la primera temporada.  No se habían llevado a cabo discusiones serias ni preproducción sobre una segunda temporada  antes del cierre de Telltale en 2018.
Telltale Games también presentó a Maloso como personaje en Poker Night at the Inventory . Lanzado el 22 de noviembre de 2010,  el juego presenta a Maloso junto con otros personajes de videojuegos (Tycho de Penny Arcade, Heavy de Team Fortress 2 y Max de Sam & Max ) como oponentes controlados por computadora que juegan al póquer Texas Hold'em contra el jugador. El director ejecutivo de Telltale, Dan Connors, describió el juego como "una exploración de la idea de lo que hacen los personajes de video cuando no están 'en el reloj' en los juegos que jugamos". "  Matt Chapman contribuyó a la redacción de Strong Bad. 

### Música
Maloso Canta (Y Otros Exitos) es un álbum de 2003 que presenta canciones nuevas o regrabadas del sitio Homestar Runner . Aunque muchas canciones son interpretadas por Maloso, también aparecen otras bandas y personajes de Homestar Runner .
Las líneas habladas de Maloso aparecieron en la canción de Shellac "Genuine Lulabelle", del álbum Excellent Italian Greyhound .
Maloso hace una aparición especial en el álbum Hi-Five Soup! de The Aquabats ' 2011. , prestando su voz en la canción "Pink Pants!".  El 14 de julio de 2012, Matt Chapman apareció en el escenario en un concierto de Aquabats en San Diego en el personaje de Maloso, uniéndose a la banda en una interpretación de "Trogdor". 
La banda sonora de Homestar Runner en tres volúmenes se lanzó a las plataformas de transmisión de música el 10 de abril de 2020.  Todas las canciones están acreditadas a "Maloso", a pesar del hecho de que muchas supuestamente son interpretadas por otros personajes ficticios o son simples piezas instrumentales, como resultado de los límites en el formato de los álbumes recopilatorios. 

### Otros medios
En 2011, Matt Chapman se unió al equipo de producción de la serie de The Hub, The Aquabats! Super Show! Como escritor y director. En el episodio de 2012 "CobraMan!", codirigido por Chapman, aparece en pantalla como un villano trabajador de carnaval llamado "Carl", que usa una máscara de lucha idéntica a la de Maloso y habla con la voz de Maloso.